# International Swimming Hall of Fame

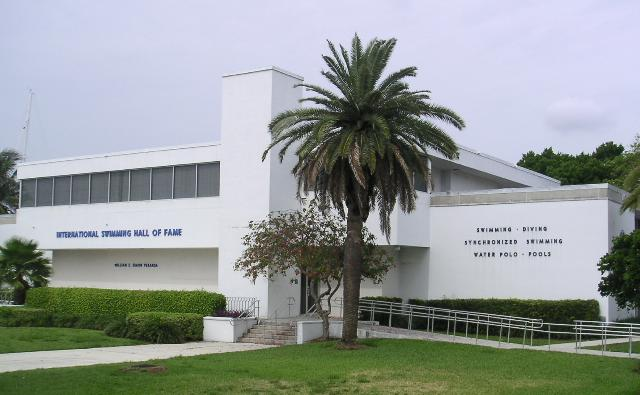
Prédio do museu.

O International Swimming Hall of Fame é um salão da fama localizado na Flórida, dedicado aos esportistas, treinadores e envolvidos com os esportes aquáticos, e reconhecido pela FINA. Este salão da fama é dedicado a promover os esportes e a imortalizar as grandes contribuições para suas melhorias.